# Таканамі (1942)
«Таканамі» (Takanami, яп. 高波) — ескадрений міноносець Імперського флоту Японії типу «Югумо», який взяв участь у Другій світовій війні.

## Історія створення
Корабель був закладений 29 травня 1941 року на верфі «Uraga Dock». Спущений на воду 16 березня 1942 року, вступив у стрій 31 серпня того ж року.

## Історія служби
Через кілька тижнів після завершення «Таканамі» задіяли у операції «Окі», яка мала за мету доправити значні військові контингенти до Меланезії, де вже майже два місяці тривала важка битва за Гуадалканал. У період з 27 вересня по 7 жовтня 1942-го есмінець супроводжував конвой «Окі 1», який пройшов з порту Саєкі (північно-східне узбережжя Кюсю) до Рабаула — головної передової бази в архіпелазі Бісмарка, з якої провадились операції на Соломонових островах та сході Нової Гвінеї. При цьому вже під завершення переходу підводний човен потопив транспорт «Наміноує-Мару» і «Таканамі» підібрав майже три сотні вцілілих. Із Рабаула «Таканамі» рушив на атол Трук у центральній частині Каролінських островів (тут ще до війни створили потужну базу японського ВМФ, з якої до лютого 1944-го провадились операції в низці архіпелагів), куди прибув 10 жовтня. При цьому ще з 1 жовтня 1942-го «Таканамі» входив до 31-ї дивізії ескадрених міноносців, два інші кораблі якої досягнули Труку на початку вересня.
11 жовтня 1942-го «Таканамі» та ще 2 есмінці й легкий крейсер вийшли з Труку, щоб супроводжувати загін великих артилерійських кораблів адмірала Кондо, який налічував 2 лінкори та 4 важкі крейсери і мав сприяти доставці підкріплень на Гуадалканал (проведення 1-го штурмового конвою до Тассафаронга). Невдовзі лінкори під охороною есмінців та легкого крейсера відокремились та попрямували на південь, при цьому в якийсь момент до них приєднались ще 6 есмінців, що вийшли з якірної стоянки Шортленд (прикрита групою невеликих островів Шортленд акваторія біля південного завершення острова Бугенвіль, де зазвичай відстоювались бойові кораблі та перевалювались вантажі для подальшої відправки далі на схід Соломонових островів). У перші години 13 жовтня лінкори провели вдалий обстріл аеродрому Гендерсон-Філд, знищивши понад чотири десятки ворожих літаків. Після цього загін повернувся до інших кораблів Кондо. Втім, уже за кілька днів командування вирішило повторити бомбардування, оскільки 15 жовтня внаслідок ударів авіації конвой, який завершував розвантаження на Гуадалканалі, втратив 3 із 6 транспортів. Для цього із сил Кондо виділили 2 важкі крейсери у супроводі 7 есмінців (серед яких був і «Таканамі»), які в ніч проти 16 жовтня знову обстрілювали Гендерсон-Філд (втім, ця операція не мала такого ж успіху, як проведена до того лінкорами). В останній декаді жовтня відбулась битва біля островів Санта-Крус, під час якої все вирішила дуель авіаносців, а надводні сили так і не вступили у бій. 30 жовтня 1942-го кораблі Кондо повернулись на Трук.
3—5 листопада 1942-го «Таканамі» разом зі ще 5 есмінцями охороняли 2 важкі крейсери, що пройшли з Труку до Шортленду. 7 листопада «Таканамі» у складі групи есмінців виходив у транспортний рейс до Гуадалканалу, під час якого отримав незначні пошкодження від близького вибуху.
Невдовзі японці узялись за проведення до Гуадалканалу великого конвою з підкріпленнями, що в підсумку вилилось у вирішальну морську битву біля острова. «Таканамі» належав до охорони конвою, який рушив з Шортленду 13 листопада 1942-го, а 14 листопада на підході до Гуадалканалу зазнав важких втрат від авіації, що потопила 6 із 11 транспортів. Ще один був пошкоджений та повернувся на Шортленд, а 4 судна в ніч проти 15 листопада викинулись на берег острова, щоб хоча б таким чином доставити свій вантаж.
21 листопада 1942-го есмінець привів до Шортленду на буксирі переольаднаний гідроавіаносець "Саньо-Мару", який був пошкоджений підводним човном. 

### Загибель
30 листопада 1942-го «Таканамі» разом зі ще 7 есмінцями узяв участь в транспортному рейсі до Гуадалканала. На підході до острова японські кораблі перехопив значно потужніший ворожий загін, який включав 4 важкі крейсери. Хоча в підсумку японські есмінці дуже вдало відстрілялись торпедами по супротивнику, проте на початку бою «Таканамі» виявився ближче всіх до американських кораблів, потрапив під концентрований артилерійський вогонь та за короткий період був уражений кількома потужними снарядами. Есмінець встиг випустити всі 8 торпед та, ймовірно, досягнув влучання у важкий крейсер «Міннеаполіс». Втім, вже після чотирьох хвилин бою «Таканамі» втратив здатність до спротиву та був охоплений пожежею. За пів години після цього (на той час швидкоплинний бій вже завершився) на допомогу «Таканамі» підійшли есмінці «Оясіо» та «Куросіо», проте через побоювання щодо наявності поблизу ворожих кораблів вони припинили спуск рятувальних шлюпок та відбули на Шортленд. Дещо більше ніж за годину після початку бою команда «Таканамі» полишила корабель, проте внаслідок вибуху есмінця багато з них загинули вже у воді. З 244 членів екіпажу лише 48 змогли виплисти на берег Гуадалканала, де 19 з них потрапили в полон.